# Rob Hollink
Robertus H. B. „Rob“ Hollink (* 27. März 1962 in Enschede) ist ein professioneller niederländischer Pokerspieler. Er gewann 2005 das Main Event der European Poker Tour und 2008 ein Bracelet bei der World Series of Poker.

## Persönliches
Hollink spielte in seiner Jugend Tennis, Fußball und Basketball, bis er von einer Verletzung gestoppt wurde. Anschließend studierte er Mathematik und Wirtschaftswissenschaften. Hollink lebt in Groningen.

## Pokerkarriere
Hollink begann das Pokerspielen in Casinos. Online spielt er unter dem Nickname batoelrob.
Seine erste Geldplatzierung bei einem Live-Turnier erzielte Hollink im November 1999 in Amsterdam. Im Mai 2001 war er erstmals bei der World Series of Poker (WSOP) in Las Vegas erfolgreich und kam bei einem Turnier der Variante Omaha Hi-Lo Split Eight or Better ins Geld. Mitte März 2005 gewann er das Main Event der European Poker Tour in Monte-Carlo. Dafür setzte er sich gegen 210 andere Spieler durch und erhielt eine Siegprämie in Höhe von 635.000 Euro. Rund einen Monat später erreichte der Niederländer beim Third Annual Five-Star World Poker Classic der World Poker Tour den Finaltisch und beendete das Turnier auf dem fünften Platz, der mehr als 375.000 US-Dollar dotiert war. Bei der WSOP 2008 siegte Hollink bei der Weltmeisterschaft in Limit Hold’em und erhielt dafür knapp 500.000 US-Dollar Siegprämie sowie als erster Niederländer ein Bracelet. Anfang Mai 2017 gewann er das High Roller der World Poker Tour in Amsterdam mitsamt knapp 140.000 Euro Preisgeld. Bei der WSOP 2022, die erstmals im Bally’s Las Vegas und Paris Las Vegas ausgespielt wurde, belegte Hollink beim Super Turbo Bounty den mit über 180.000 US-Dollar dotierten vierten Rang.
Insgesamt hat sich Hollink mit Poker bei Live-Turnieren knapp 4 Millionen US-Dollar erspielt.